# Kenneth Sims
Kenneth Wayne Sims (Kosse, 31 ottobre 1959 – Waynesville, 21 marzo 2025) è stato un giocatore di football americano statunitense, che giocò nel ruolo di defensive end per tutta la carriera con i New England Patriots della National Football League (NFL). Fu scelto come primo assoluto nel Draft NFL 1982 dai Patriots. Al college giocò a football alla University of Texas at Austin.

## Carriera professionistica
Sims fu scelto come primo assoluto nel Draft 1982 dai Patriots senza però onorare le aspettative promesse. Egli disputò una stagione completa solo una volta e disputò in carriera in totale 74 partite con soli 17 sack nel corso di otto stagioni nella NFL. Il suo anno migliore fu il 1985, quando mise a segno 5,5 sack e disputò il Super Bowl XX. Sims fu etichettato col soprannome di "Game Day" quando espresse il suo disinteresse per gli allenamenti esclamando "Ci sarò il giorno della gara". Nel 1990, Sims fu arrestato con l'accusa di possesso di cocaina a Austin, Texas. Poco dopo i Patriots salutarono un Sims fuori forma che finì per ritirarsi.

## Palmarès
- PFWA All-Rookie Team - 1982
- Lombardi Award - 1981

## Statistiche
| Partite totali | 74 |